# ماکارسکا
ماکارسْکا (به کرواتی: Makarska) شهری در ایالت اسپلیت-دالماتیا کشور کرواسی است که جمعیت آن در سال ۲۰۱۱ میلادی ۱۳٬۲۶۰ نفر بوده‌است.